# Pseudosinghala dalmanni
Pseudosinghala dalmanni är en skalbaggsart som beskrevs av Leonard Gyllenhaal 1817. Pseudosinghala dalmanni ingår i släktet Pseudosinghala och familjen Rutelidae. Inga underarter finns listade i Catalogue of Life.